# Leo Olschki
Leo Samuele Olschki (nato Lev Samuel Olschki; Johannisburg (Prussia), 2 gennaio 1861 – Ginevra, 17 giugno 1940) è stato un editore italiano, di origine prussiana.

## Biografia

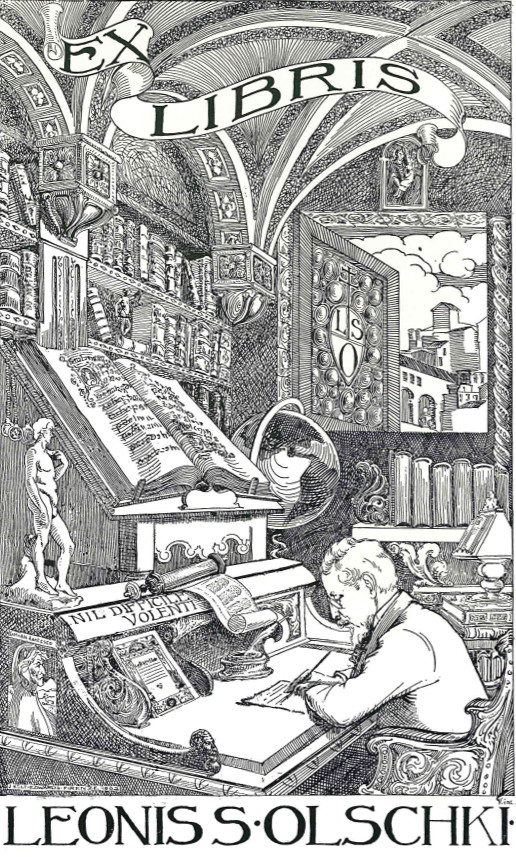
Ex libris

Leo Olschki nacque il 2 gennaio 1861 a Johannisburg, cittadina della Prussia orientale da una famiglia di tipografi ebrei. Apprese il mestiere di libraio a Berlino nella storica libreria di Calvary. Nel 1886 fondò a Verona la casa editrice Leo S. Olschki, che fu poi trasferita a Venezia e Firenze (1897). Olschki divenne famoso come uno dei maestri nella descrizione e valorizzazione del libro antico. Sovvenzionò inoltre giornali quali Giornale Dantesco e La Cultura, ma durante la prima guerra mondiale si spostò a Ginevra, in territorio neutrale. Olschki infatti non aveva la cittadinanza italiana, avendo mantenuto il passaporto tedesco, e fu costretto all'esilio. A Ginevra fondò la «salso» (acronimo di «Societé Anonime Leo S. Olschki»). 
Nel 1920, passata la guerra, tornò in Italia. Qui per la sua opera ottenne riconoscimenti come la nomina a Commendatore e Cavaliere di Gran Croce della Corona d'Italia, ma fu nuovamente costretto all'esilio a causa delle leggi razziali, poiché ebreo, e tornò per la seconda volta in Svizzera nel 1939, dove morì nel 1940.